# Voigtländer
La Voigtländer è un'azienda tedesca produttrice di strumenti ottici e, in seguito, di fotocamere con sede a Braunschweig, fondata nel 1756 a Vienna in Austria.

## Storia
Creata a Vienna nel 1756, l'azienda prese il nome dal suo fondatore, Johann Christoph Voigtländer, e produsse inizialmente strumenti ottici, destinati in particolare a microscopi e ad altre apparecchiature scientifiche.
Tra le prime realizzazioni gli obiettivi di tipo Petzval, e altri destinati a diventare famosi, come ad esempio il Collinear e l'Heliar. Nel 1840 costruì il primo obiettivo per macchine fotografiche, mentre nel 1841 venne messo a punto il primo dagherrotipo interamente in metallo.  Produsse successivamente macchine a lastra, costruite in modo praticamente artigianale.
Nel 1849 la sede venne trasferita a Braunschweig, in Germania, dove poco dopo nacque la Voigtländer & Sohn. Nel 1925 venne acquistata dalla Schering AG. In seguito la Voigtländer orientò la produzione verso apparecchi fotografici accessibili a tutti, e questo le consentì di rimanere fra i leader del mercato fin dopo la Seconda guerra mondiale.
Nel 1958 fu comprata dalla Carl Zeiss Foundation e nel 1972 venne rinominata "Zeiss Ikon Voigtländer". Nel 1973 il marchio divenne di proprietà della Rollei fino alla crisi del 1982. A questo punto il marchio fu comprato prima da "Plus foto", che dal 1980 commercializzò fotocamere Voigtländer prodotte dalla Ricoh e dalla Chinon e poi nel 1995 da Ringfoto, ma questo rappresenta più che altro un lungo periodo di buio. Finalmente nel 1999 si ha la rinascita del marchio con l'acquisto da parte della giapponese Cosina.

## Galleria d'immagini

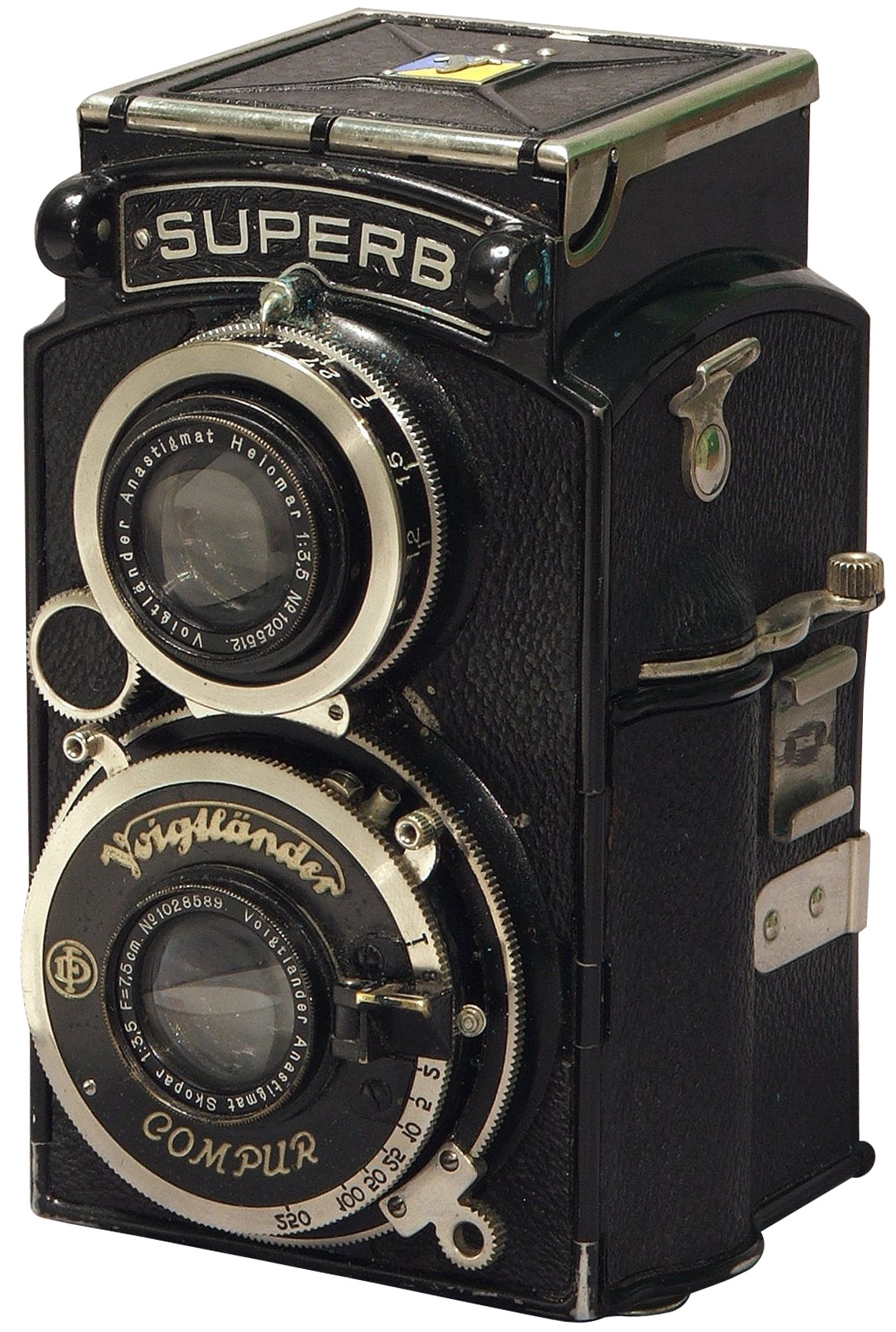
Superb (1935)
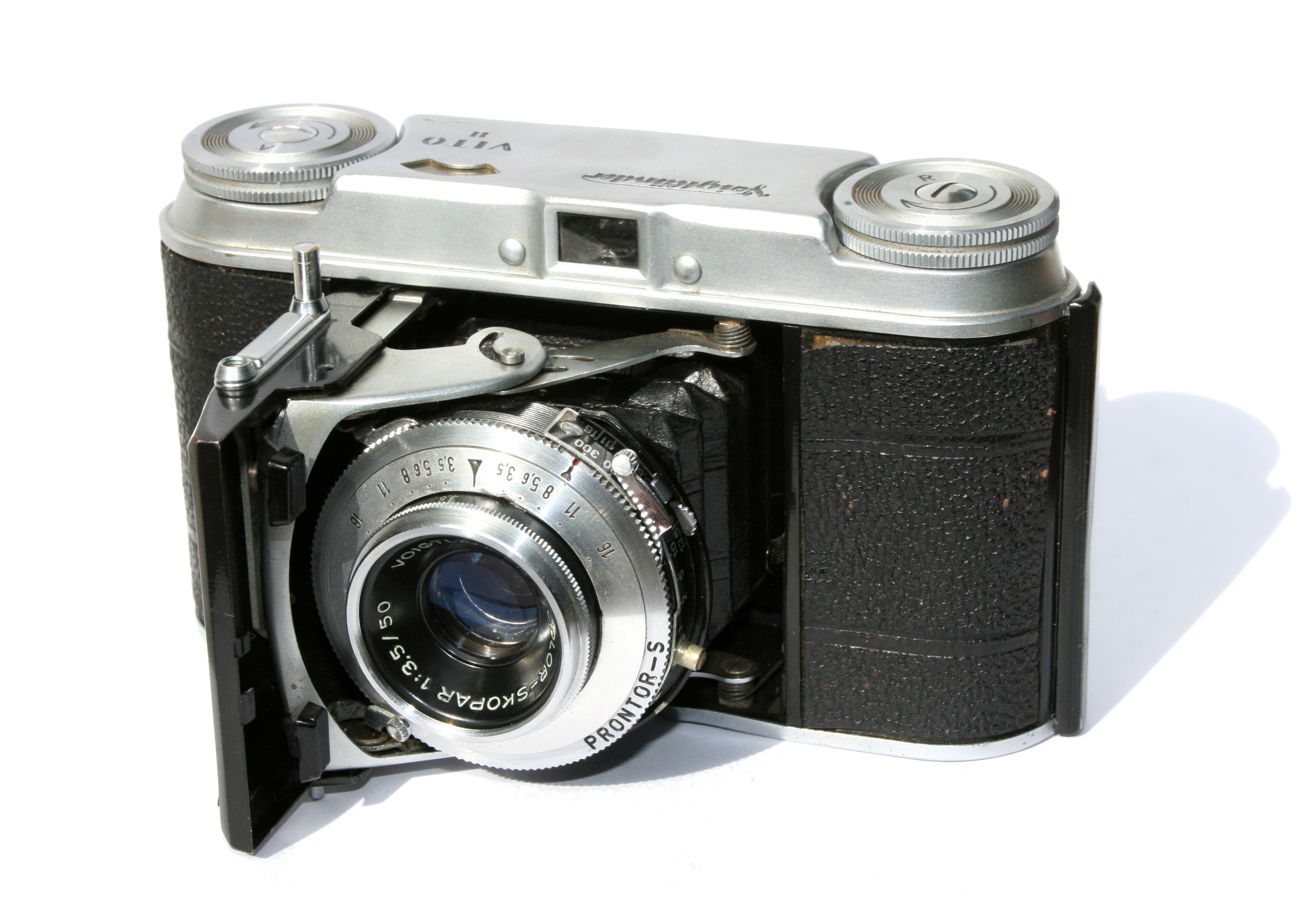
Vito II (1954)
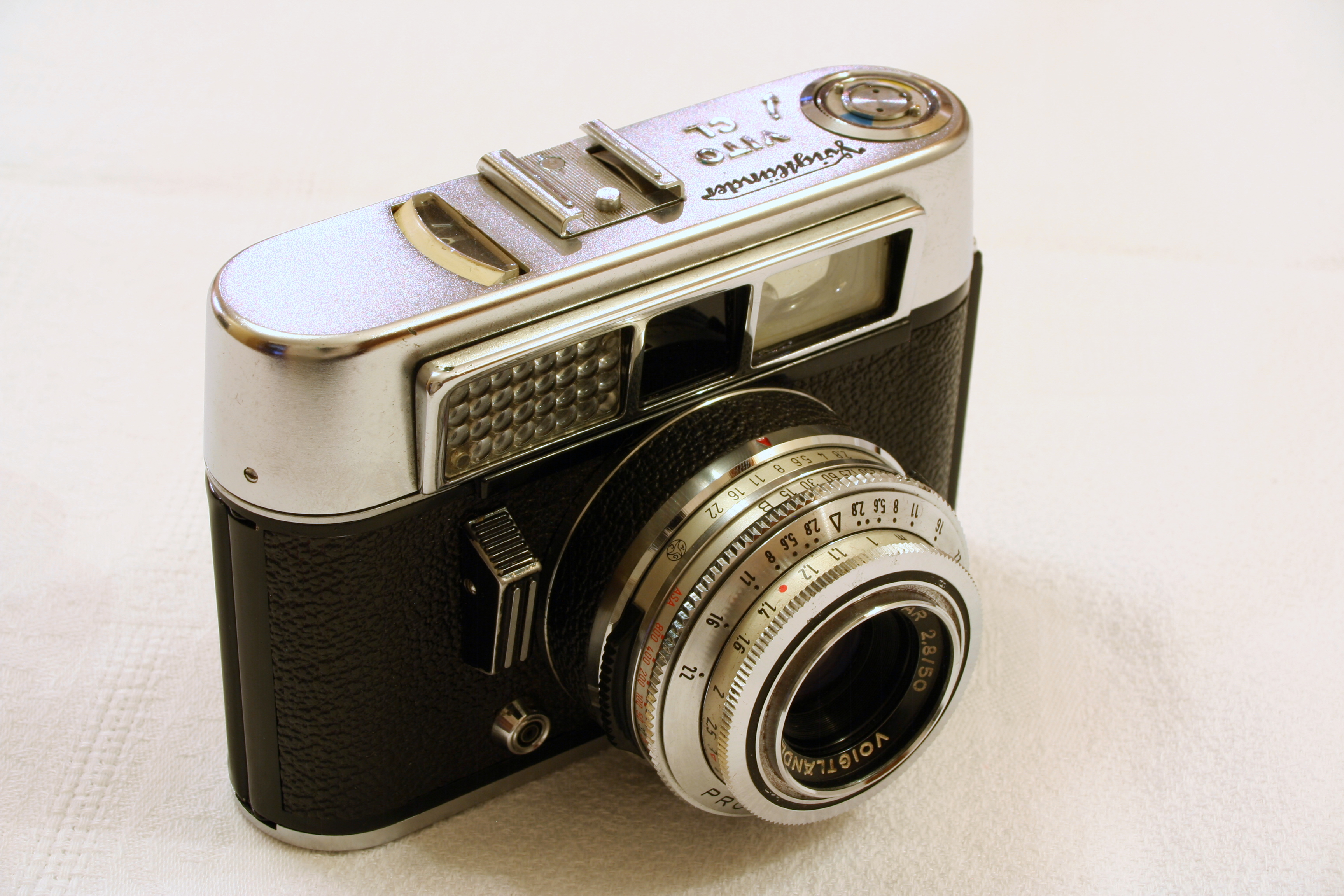
Vito CL (1962 ca)
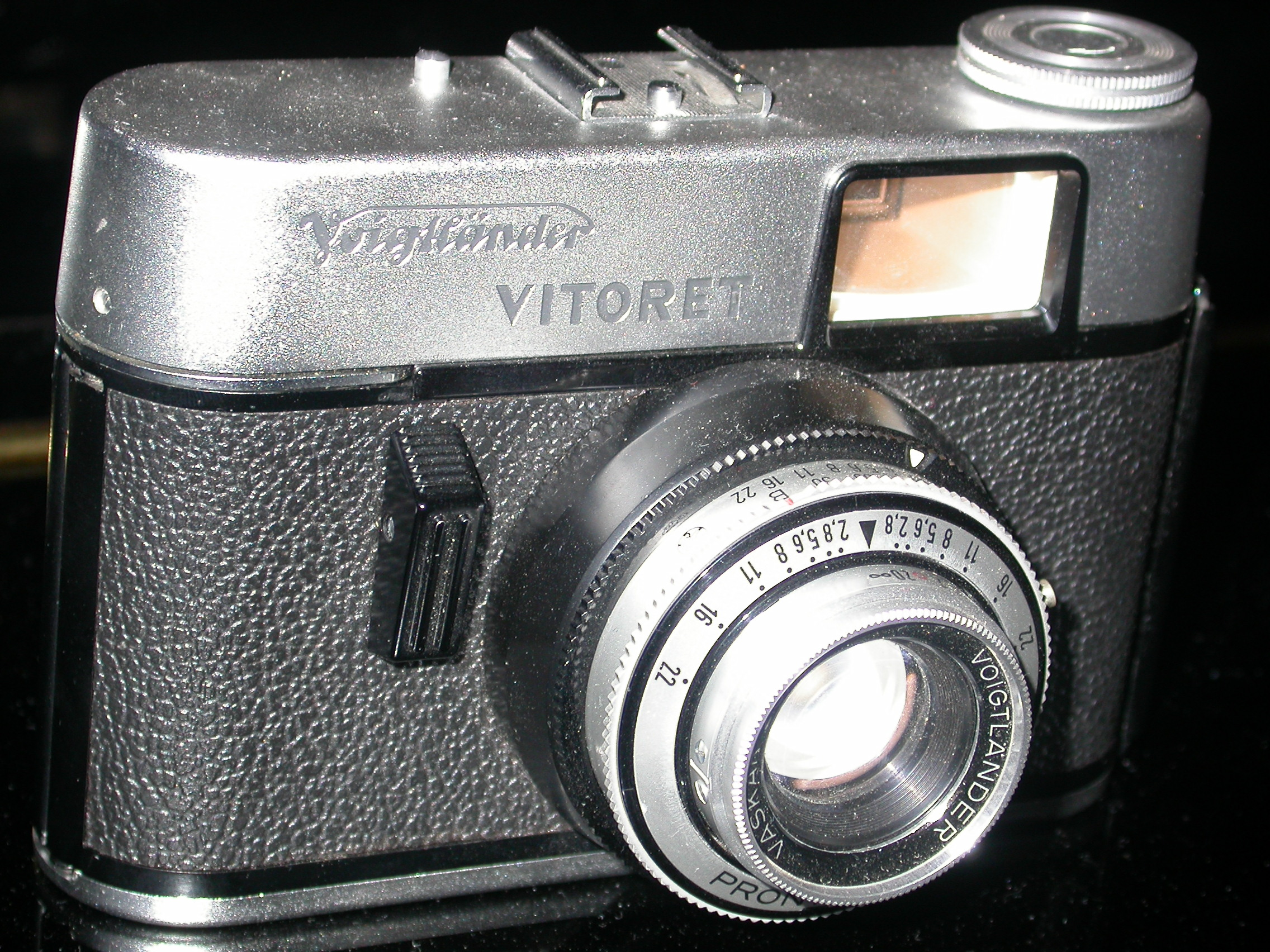
Vitoret (1963 ca)
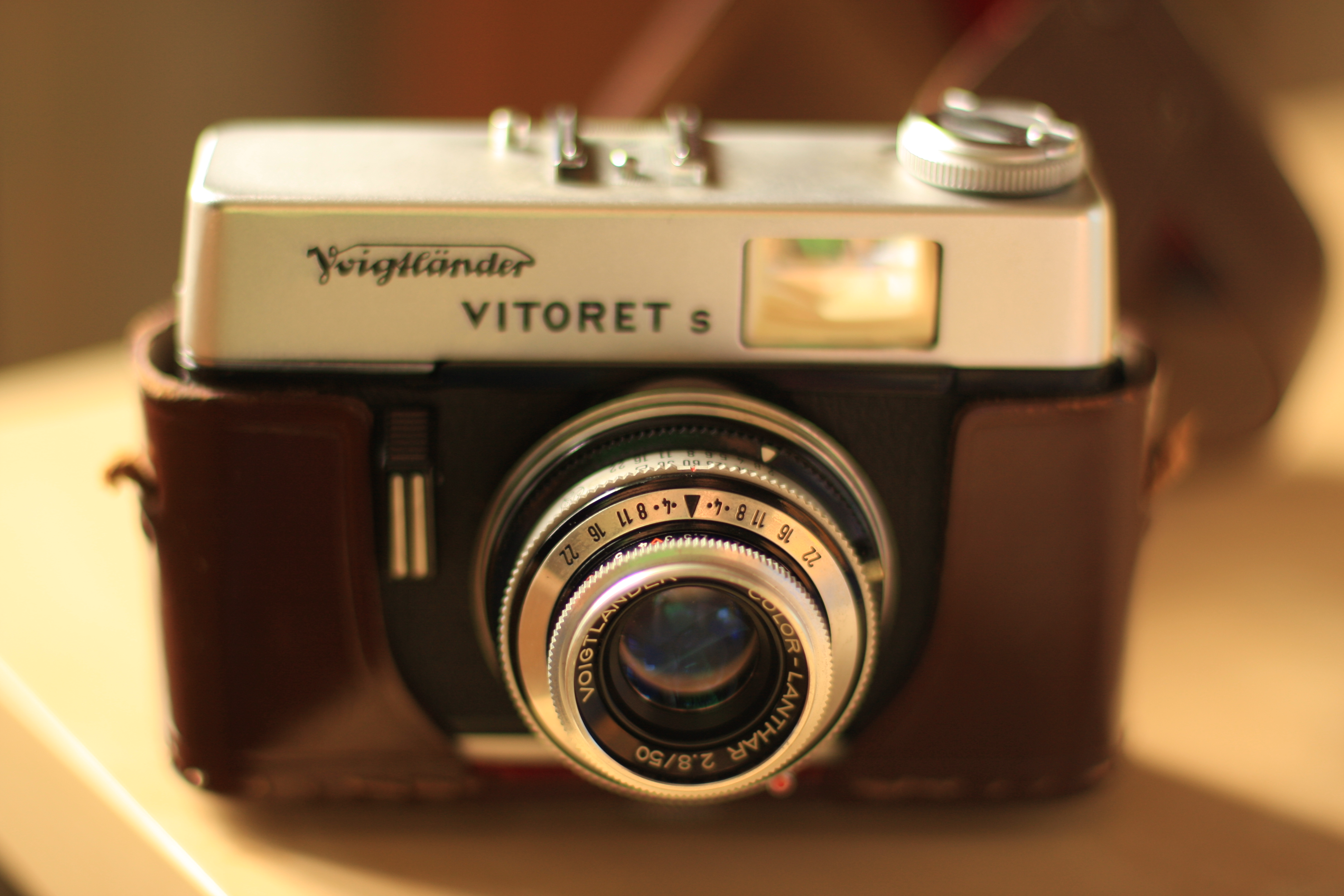
La compatta Vitoret S
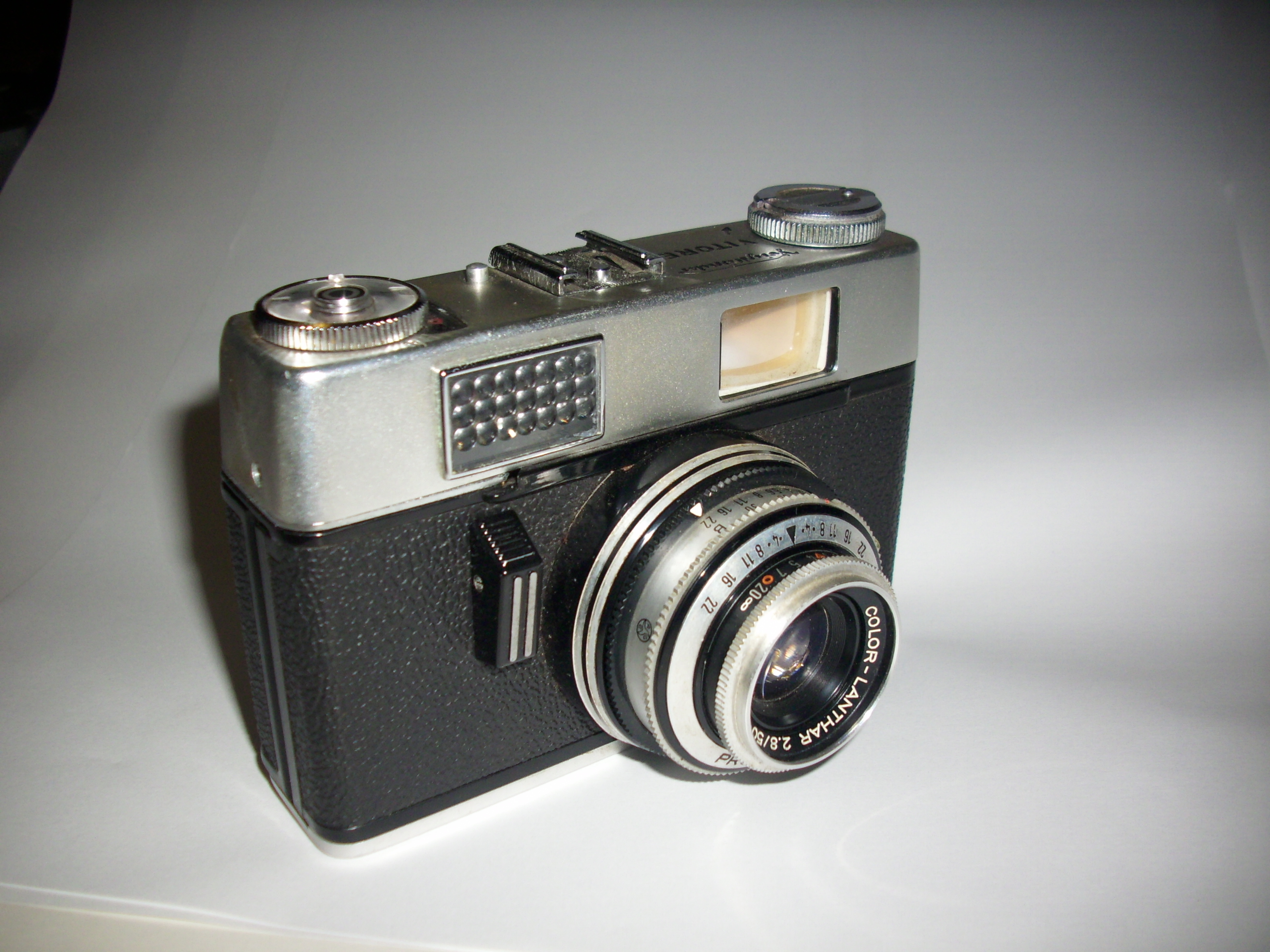
Vitoret D (con esposimetro incorporato, 1963 ca)
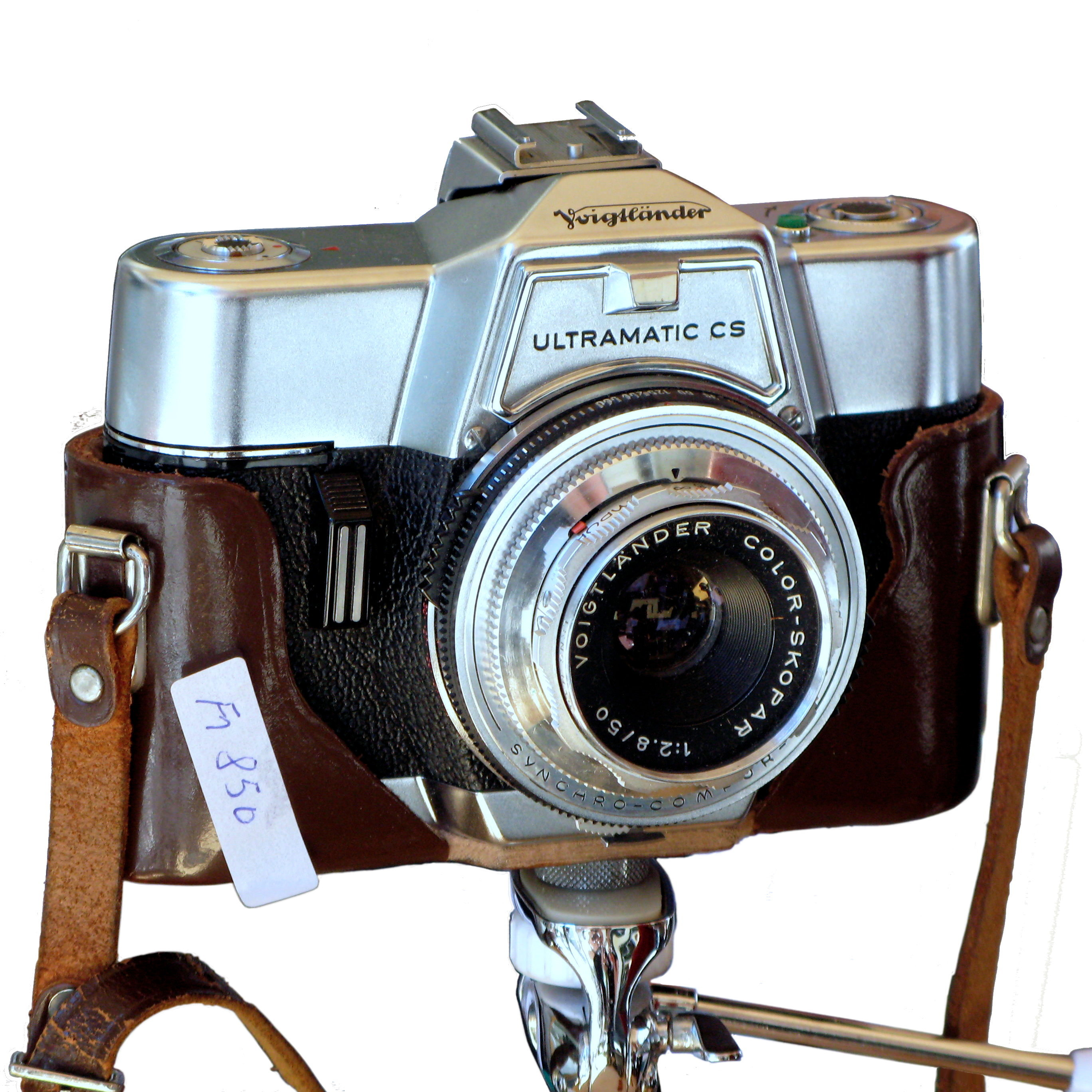
Ultramatic CS (1965 ca)
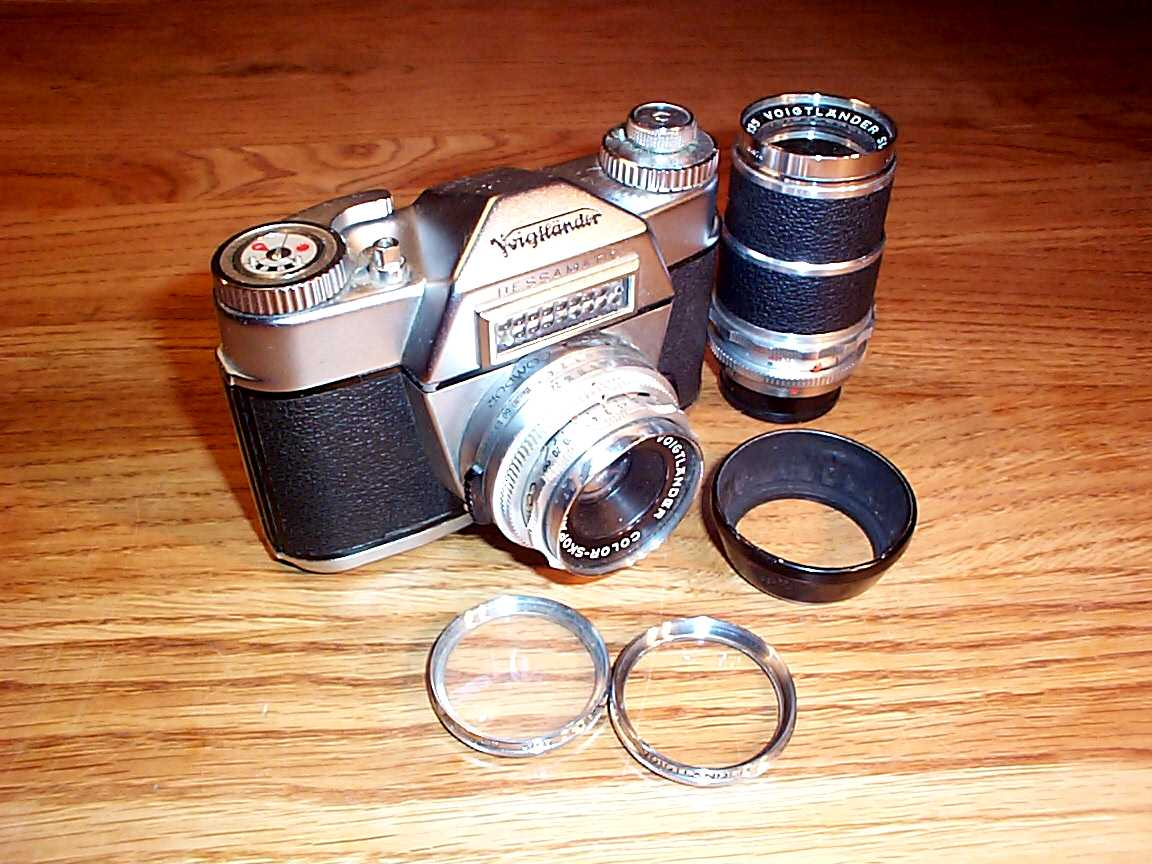
Bessamatic (1965 ca)
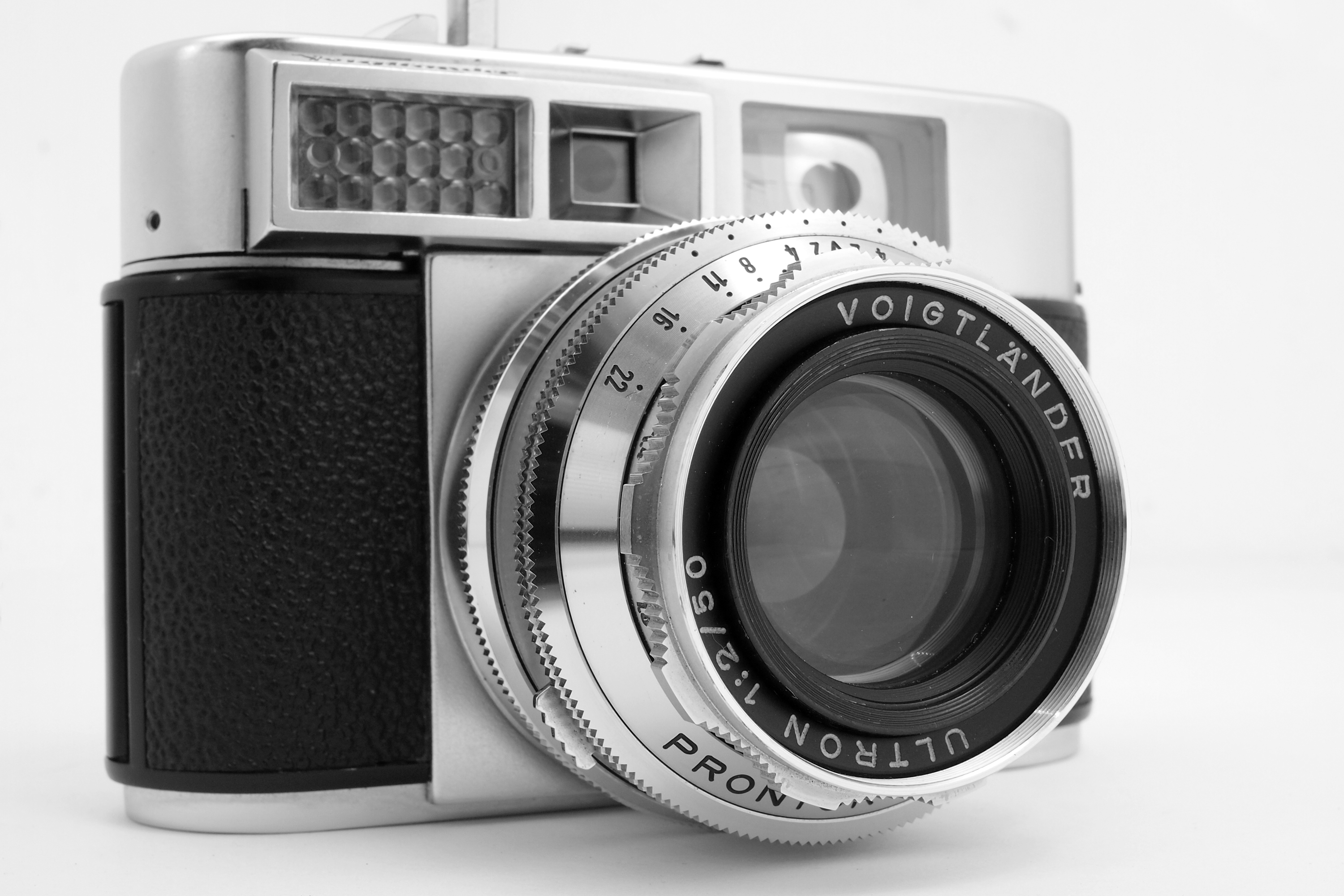
Voigtländer Vitomatic IIa (1963 ca)
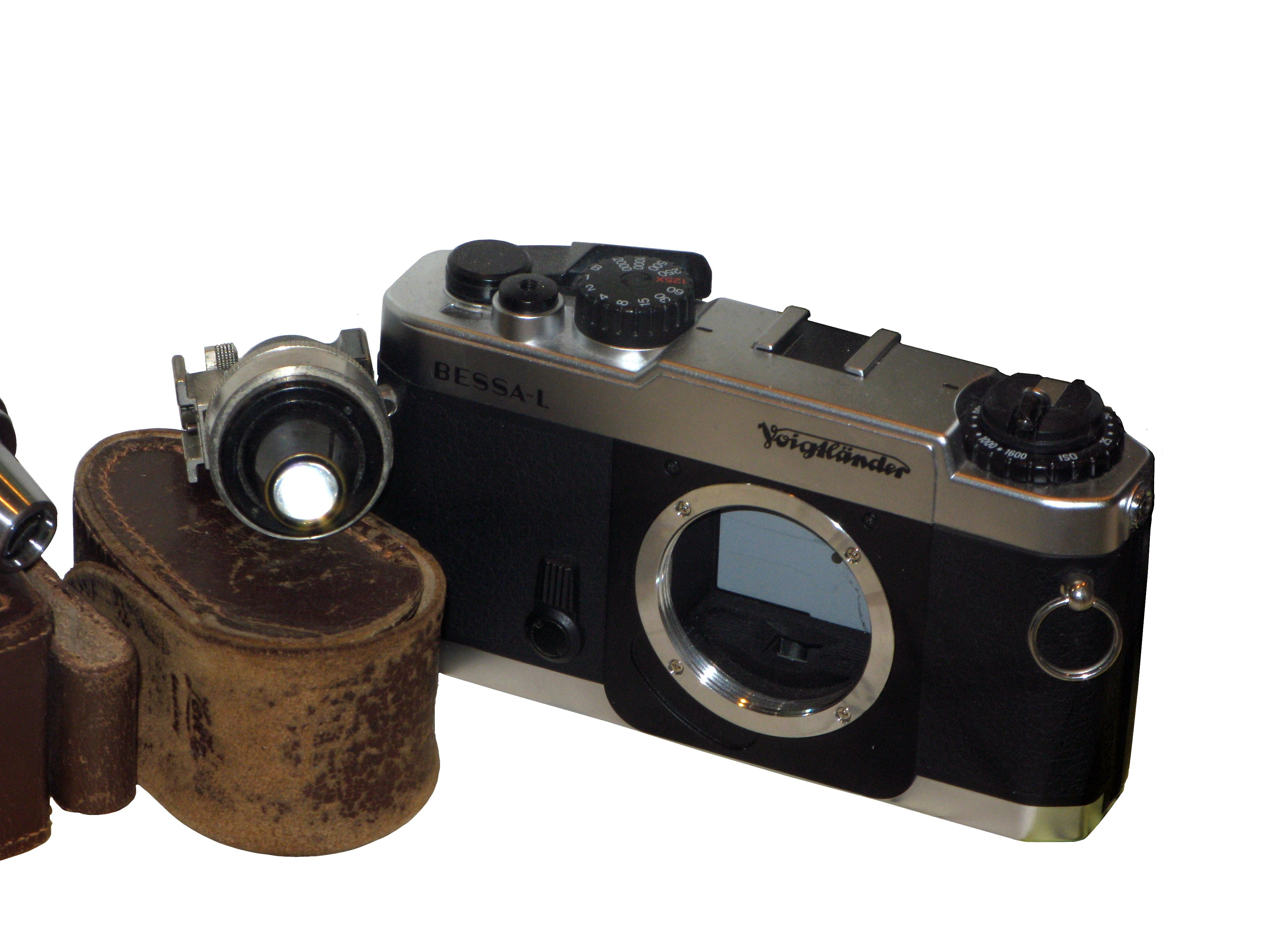
Bessa L (con montatura ottiche a vite, 1999)